# Балиан от Ибелин
Балиан от Ибелин е рицар-кръстоносец от френски произход, живял през XII век в Йерусалимското кралство, господар на сеньория Ибелин. Според хрониста на кръстоносните походи Гийом от Тир, Балиан е последният военачалник, ръководил защитата на Йерусалим от обсаждащия града султан на сарацините Саладин, при която градът е загубен за християните.
В литературата Балиан от Ибелин се среща и като Балиан Млади, Балиан от Рамла или Балиан от Наблус.

## Биография
Балиан се ражда като трети син на Барисан (или Балиан Стари), франкски барон на сеньория Ибелин. Барисан от Ибелин е с франкско-лотарингски произход (според Гийом от Тир той е роднина на йерусалимския крал Балдуин II), но е роден в Италия, което не изключва и нормански произход на фамилията.
Като трети син Балиан е в обезнаследена позиция до смъртта на най-големия му брат Юг (Хуго) през 1150 г., господар на сеньория Ибелин. Владеещият сеньория Рамла среден брат Балдуин отстъпва Ибелин на Балиан и той става васал на Йерусалимската корона.
Балиан се доказва като верен васал на непълнолетния сюзерен Балдуин IV при оспорването на регентството през периода 1174 – 1177 г. Участва и в победата при Монжизар, след което получава за съпруга Мария Комнина – кралица на Йерусалим до 1174 г., вдовица на Амори I Йерусалимски и племенница на византийския император, която му ражда поне четири деца. В крайна сметка поддържаният от Балиан регент Раймонд III Триполитански е изолиран от Ги дьо Лузинян и Балиан е принуден да признае върховенството на последния. За разлика от него брат му Балдуин изпада в немилост и бяга в княжество Антиохия.

## Защита на Йерусалим
Балиан е един от малкото оцелели след разгрома при Хатин, но Саладин завладява наследствените му феодални владения. Балиан се затваря в Йерусалим с патриарх Хераклий и кралица Сибила и скоро градът е обсаден. Въпреки отчаяната съпротива на кръстоносните защитници градът се предава и окончателно е загубен за християнския домен. Със заслугата на преговорите на Балиан със Саладин обаче предалите се защитници са пропуснати да се оттеглят необезпокоявани към Акра.
По-късно, през 1192 г. името Балиан Ибелински отново се появява, когато той участва в нови преговори със Саладин. Тогава един от водачите на Третия кръстоносен поход – Ричард Лъвското сърце сключва примирие с аюбидския султан и фактически приключва безуспешно тази военна кампания в Близкия изток. Балиан е награден за тези заслуги и компенсиран за загубените Рамла и Ибелин с владения в Каймон .
Балиан Ибелински умира през 1193 г. като владетел на Каймон.

### Наследници
Синът на Балиан и Мария Комнина Жан получава титлата владетел на Бейрут, а по-късно става конетабъл на Йерусалимското кралство. Другият негов син Филип е регент на Кипър през 13 век. Всички членове на фамилията Ибелин са високопоставени членове на йерусалимската аристокрация. Дъщеря му Маргарет се жени за Юг II дьо Сент Омер, княз на Галилея и Тивериада.

## В популярната култура
Балиан Ибелински придобива широка популярност като главен герой на филмовата екранизация Небесно царство (2005). Продукцията развива сюжета на базата на една от старофренските митологизирани истории за Балиан Млади, според които той преживява любовен роман със Сибила, кралицата на Йерусалим и сестра на прокажения крал Балдуин. Счита се, че тази история е писана от Ерул, писар или администратор на Балиан Ибелински.